# Super Smash Bros. Ultimate
Super Smash Bros. Ultimate (大乱闘スマッシュブラザーズ SPECIAL, Dairantō Sumasshu Burazāzu Special?) es un videojuego de lucha desarrollado por Sora Ltd. y Bandai Namco Entertainment y distribuido por Nintendo para la consola Nintendo Switch. Fue lanzado a nivel mundial el 7 de diciembre de 2018 y se trata del quinto título de la serie Super Smash Bros.
Igual que sus predecesores, se trata de un juego de lucha donde hay que debilitar a los rivales para expulsarles de los márgenes del escenario. El plantel está formado por personajes de otros videojuegos, tanto de Nintendo como de otras desarrolladoras independientes, e incluye a todos los combatientes de entregas anteriores. Además, puede ampliarse con la compra de contenido descargable. Los trofeos coleccionables han sido reemplazados por los «espíritus», un nuevo concepto inspirado también en personajes de videojuegos, que permiten mejorar las características del luchador antes de un combate. El título admite hasta ocho jugadores en modo local, se puede jugar en línea a través de Nintendo Switch Online, y es compatible con las figuras Amiibo y con Nintendo Labo.
El desarrollo de Ultimate comenzó en diciembre de 2015, bajo la dirección de Masahiro Sakurai y con buena parte del equipo que había hecho Super Smash Bros. para Nintendo 3DS y Wii U (2014), algo que redujo significativamente los tiempos de producción. Sakurai logró su objetivo de incluir a todos los personajes que habían aparecido alguna vez en la entrega, un proceso complejo por el desarrollo técnico, por el equilibrio del plantel y por el coste de licencias. Además de Nintendo, se llegaron a acuerdos con Bandai Namco, Konami, Sega, Capcom, Square Enix, PlatinumGames, Atlus, Microsoft, SNK, Disney y Mojang Studios. Hay un total de 86 luchadores seleccionables —74 del plantel base y 12 de contenido descargable— y 450 juegos representados entre combatientes, espíritus y trajes para el luchador Mii.
Ultimate es el tercer título más vendido en la historia de Nintendo Switch, con 24,77 millones de copias en formato físico y digital. Tuvo buenas reseñas de la prensa especializada, a pesar de algunas críticas relativas al multijugador en línea, y en términos generales ha sido considerada la mejor entrega de la saga Super Smash Bros. hasta la fecha. En 2019 fue premiado con el Game Awards al «mejor juego de lucha».

## Sistema de juego

El logo oficial de la serie, usado para la Bola Smash.

Super Smash Bros. Ultimate es un videojuego de lucha, con combates de dos a ocho jugadores, donde el personaje debe lanzar a su rival fuera del escenario. El plantel de luchadores está formado por personajes de videojuegos pertenecientes a otras franquicias. En vez de usar barras de energía, como en la mayoría de títulos del mismo género, el daño del personaje se mide con porcentajes. Los medidores tienen un 0% al principio y van incrementándose cada vez que el jugador sufre daños, por medio de golpes, hasta un límite del 999%. A medida que el porcentaje del jugador se incrementa, es más fácil que salga despedido del escenario a una mayor distancia. El luchador pierde un punto o una vida —según el modo de juego— si es expulsado de los márgenes del escenario y desaparece de la pantalla.  En función del modo de juego elegido, pueden aparecer objetos aleatorios que sirven para dañar al rival, tales como luchadores ayudantes, armas y recuperaciones de vida. Se puede jugar en modo consola y en modo portátil, ya sea con los controles del Joy-Con, con el mando Pro Controller o con el mando de GameCube a través de un adaptador.
El sistema de juego utiliza dos botones de ataque, «A» para el normal y «B» para el especial, así como técnicas de defensa para cubrirse, esquivar golpes o agarrar al oponente. Los botones de ataque pueden presionarse solos o con una inclinación del stick analógico, por lo que hay cuatro ataques distintos con cada botón y se pueden combinar entre sí para hacer combos. Cada luchador tiene un set de movimientos adaptado a sus características y a la franquicia que representa. Si el combatiente procede de otro juego de lucha, se pueden activar técnicas tanto con los botones como con las combinaciones de palanca, en cuyo caso harán más daño al rival. En determinados momentos, el luchador puede activar un movimiento especial —conocido como «Smash Final»— para asestar un gran golpe final que causa más daño y hace saltar por los aires al oponente si le alcanza. Los «Smash Final» también son diferentes según el personaje, y normalmente se activan si destruye una bola con el logotipo de Smash Bros. que sobrevuela la pantalla.

### Modos de juego
Al igual que sus predecesores, Ultimate incluye una amplia variedad de modos diseñados para un jugador. El modo «Clásico» permite disputar combates al azar en tres tipos de escenario, bien contra la CPU —con nueve niveles de intensidad— o hasta ocho jugadores en la misma consola. Un combate normal suele tener tres modos: «combate por tiempo», donde los jugadores deben ganar puntos mediante la eliminación de sus rivales en un tiempo limitado; «combate por vidas», que termina cuando los rivales pierden todas sus vidas disponibles, y «combate por energía», donde gana quien agote el porcentaje de energía del rival. Se permiten combates por equipos a partir de cuatro jugadores, y en el modo por tiempo es posible ganar puntos si el jugador derrota a un luchador asistente. Otros modos de juego son «Tropa Smash», con equipos de tres y cinco luchadores; «Torneo», con un máximo de 32 luchadores, y «Smash Especial», combates con reglas especiales frente a todo el plantel de Smash Bros.
En el apartado «Cajón de sastre» se encuentra el modo «Smash Arcade», en el que el jugador debe seleccionar a un luchador y derrotar a enemigos específicos en siete niveles para conseguir recompensas. A medida que se van superando niveles, aumenta el nivel de intensidad de los combates. También incluye el modo «Asalto», con tres estilos de combate frente a rivales que irrumpen sobre el escenario; un modo de entrenamiento, un editor de luchadores Mii, un apartado de figuras Amiibo, la sala de aspirantes, y el minijuego «El rey del jonrón» o «Béisbol Smash» en el que se debe golpear un saco de arena durante diez segundos para después lanzarlo lo más lejos posible con un bate. Desde la actualización 3.1 se puede utilizar el kit de realidad virtual de Nintendo Labo.
Por último, el modo «Baúl» permite acceder a características como la fonoteca, el listado de desafíos, las estadísticas de partidas y la tienda, cuyos productos se compran con goldones, la moneda del juego.
Super Smash Bros. Ultimate es compatible con las figuras Amiibo, que transfieren datos al juego mediante la tecnología de comunicación de campo cercano (NFC). Dentro del apartado específico en «Cajón de sastre», se puede escanear un Amiibo a través del punto NFC del mando de Switch. Si el personaje pertenece al plantel, aparecerá un «luchador FIG» cuyas habilidades pueden ser mejoradas mediante combates, entrenamientos y transferencia de espíritus. Los Amiibo que no forman parte del plantel pueden desbloquear recompensas, en su mayoría espíritus.

### Espíritus
En Ultimate se ha introducido una nueva mecánica con apartado propio en el menú, conocida como «Espíritus», que sustituye a los trofeos coleccionables de las entregas anteriores. Cada uno de esos espíritus, basados también en personajes de videojuegos, permite potenciar determinadas habilidades de un luchador durante el combate. Dentro del juego hay espíritus primarios, que suben de nivel cada vez que se usan, y espíritus de apoyo que proporcionan habilidades especiales y armas. Según la última actualización, hay un total de 1496 espíritus coleccionables que forman parte de 41 franquicias.
El jugador puede obtener espíritus a través del modo aventura o mediante desafíos aleatorios en el modo «Tablero de espíritus». En ambos casos se deberá derrotar a un personaje rival con características propias del espíritu en juego. La mayoría se pueden conseguir con victorias en el modo aventura, mientras que en el tablero de espíritus hay que ganar la pelea y después liberarlo en un minijuego. Algunos espíritus primarios pueden evolucionar si alcanzan el máximo nivel, y otros se consiguen mediante invocaciones con otros espíritus, en eventos especiales y a través de compras en la tienda del juego.

#### Modo aventura
En la modalidad de espíritus se encuentra el modo historia, llamado «El mundo de estrellas perdidas», que permite desbloquear a la mayoría de personajes. La aventura comienza con un ataque de las fuerzas del mal contra los personajes de Smash Bros., que acaban siendo petrificados y convertidos en clones controlados por Lúmina, el espíritu de la luz. El único personaje que ha logrado escapar es Kirby, sin más opciones para elegir en los primeros niveles. A medida que se exploran las ruinas del Reino de la Luz, el jugador deberá vencer a los espíritus y luchadores para liberarlos y hacer que se sumen al plantel, así como para desbloquear nuevas localizaciones. A lo largo de los combates se ganan esferas de habilidad que permiten mejorar las prestaciones en combate. Después de derrotar al espíritu de la luz aparece Lúgubra, el espíritu de la oscuridad, que llevará a los personajes a explorar el vecino Reino de las Sombras. Una vez se completan ambos mundos, se llega a una larga batalla final en la que el jugador deberá elegir tres combatientes para capturar los espíritus de Lúmina y Lúgubra.

### Juego en línea

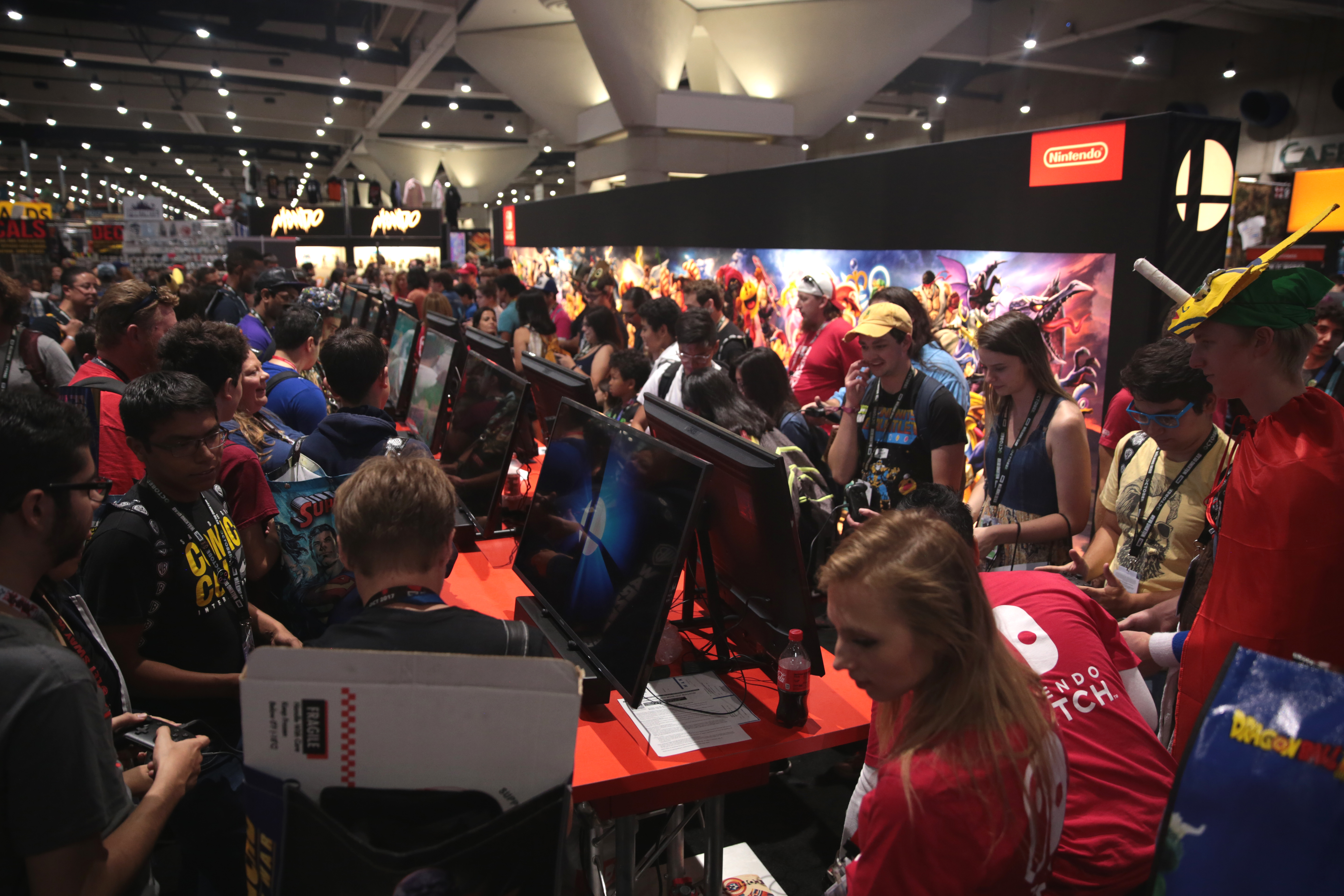
Varios jugadores prueban la demo de Super Smash Bros. Ultimate en la Comic-Con de San Diego de 2018.

El juego permite multijugador local, red de área local con otras consolas, y juego en línea (Wifi o LAN) a través de Nintendo Switch Online. Los combates locales pueden ser de dos a ocho jugadores, mientras que por Wifi y LAN se limitan a un máximo de cuatro jugadores. Si se derrotan a otros rivales en línea, el jugador gana chapas que puede canjear por goldones para comprar artículos de la tienda. Los jugadores son emparejados con rivales similares a través de «Nivel Smash» (GSP, por sus siglas en inglés), que mide el número de personas a las que el jugador ha derrotado con su récord; los jugadores que superen la media global pueden jugar en un rango superior, conocido como «Élite Smash» (Elite GSP). Hay distintos modos: combate aleatorio, en el que el jugador se enfrenta a cualquier persona; combate en salas, que permiten establecer reglas propias y un acceso restringido; torneos en línea, y un modo espectador que permite ganar goldones a través de apuestas.
En abril de 2019, a partir de la versión 3.0, se ha habilitado una plataforma de contenido compartido, conectada a Nintendo Switch Online, donde los jugadores pueden subir escenarios, personajes Mii, fotos y grabaciones de sus mejores jugadas. El creador de escenarios es compatibe con el kit de realidad virtual de Nintendo Labo.

## Personajes y escenarios
El plantel de luchadores de Super Smash Bros. Ultimate es un cruce de personajes de videojuegos. La mayoría pertenecen a las franquicias de Nintendo, pero también se han alcanzado acuerdos con desarrolladoras independientes como Bandai Namco, Konami, Sega, Capcom, Square Enix, PlatinumGames, Atlus, Microsoft, SNK, Mojang Studios y Disney.
El plantel base es de 74 personajes controlables, de los cuales hay 63 de anteriores entregas y once nuevos: los Inkling de Splatoon, la Princesa Daisy de la saga Mario, Ridley y Samus Oscura de Metroid, Simon y Richter Belmont de Castlevania, Chrom de Fire Emblem: Awakening, King K. Rool de la saga Donkey Kong, Canela de Animal Crossing, Ken Masters de Street Fighter, e Incineroar de Pokémon Sol y Luna. Si se suman los personajes de contenido descargable, la cifra total asciende a 86 personajes disponibles. Todo ello, sumado a los más de 1500 personajes en el tablero de espíritus y los trajes para los luchadores Mii, depara un total de 450 juegos representados en Ultimate.
Al comienzo del juego, el jugador solo dispone de los ocho personajes del Super Smash Bros. original: Mario, Donkey Kong, Link, Samus Aran, Yoshi, Kirby, Fox McCloud y Pikachu. La forma más rápida de desbloquear al resto es venciéndoles en desafíos aleatorios que pueden aparecer al final de un combate normal, con la advertencia «¡Alguien te desafía!». También pueden ser desbloqueados si se les derrota en el modo aventura o en la «sala de aspirantes» que está en el apartado del cajón de sastre.
Cada personaje cuenta con ocho apariencias diferentes en la pantalla de selección. En algunos casos, esa apariencia permite elegir el género —Inkling, Byleth— o incluso personajes secundarios que comparten el mismo set de movimientos, tal y como sucede con Bowser Jr. y los Koopalings o el Capitán Olimar y sus compañeros en Pikmin. Por otra parte se ha introducido el concepto de «personaje eco», todos aquellos luchadores cuyos movimientos están basados en otro peleador pero que cuentan con animaciones y estilos de juego diferentes, por ejemplo las princesas Peach y Daisy. Algunos personajes tienen apariencias actualizadas al catálogo de Nintendo Switch, tales como la gorra Cappy de Mario en Super Mario Odyssey y el traje de Link en Breath of the Wild.
El juego tiene un total de 103 escenarios distintos, pertenecientes a los juegos originales de los combatientes presentes en el pantel. Si se suma el contenido descargable, la cifra asciende a 116 escenarios. Cada uno de esos escenarios tiene tres versiones: el normal, que está sujeto a cambios durante el transcurso del combate; el campo de batalla, con una plataforma principal y tres flotantes, y la versión omega (Ω), donde solo hay una plataforma. Además hay un escenario para el modo entrenamiento, lo que en total suma 340 versiones distintas de escenarios. Todos están disponibles desde el principio sin necesidad de desbloquearlos. Además se pueden descargar escenarios creados por la comunidad de jugadores en la plataforma de contenido.

### Contenido descargable
Super Smash Bros. Ultimate permite ampliar el plantel con contenido descargable de pago (DLC) y trajes para los luchadores Mii, que pueden adquirirse por separado o en paquetes conocidos como Fighters Pass. Cada luchador de DLC dispone de su propio escenario, banda sonora y espíritus asociados. El primer DLC del juego, la Planta Piraña de la saga Mario, estuvo disponible de forma gratuita para todos los usuarios que registraran su título en la cuenta de My Nintendo durante el primer mes desde el lanzamiento. El primer Fighters Pass se anunció entre 2018 y 2019 e incluía cinco personajes nuevos: Joker (Persona 5), el Héroe (Dragon Quest), Banjo y Kazooie (Banjo-Kazooie), Terry Bogard (Fatal Fury) y Byleth (Fire Emblem: Three Houses)y Sans (Undertale) 
Aunque Nintendo había previsto en principio un único DLC, el éxito de ventas les llevó a anunciar un segundo Fighters Pass que fue publicado entre septiembre de 2019 y octubre de 2021 con seis luchadores nuevos: Min Min (ARMS), Steve (Minecraft), Sefirot (Final Fantasy VII), Pyra y Mythra (Xenoblade Chronicles 2), Kazuya (Tekken) y Sora (Kingdom Hearts). Con la presentación de Sora y de los últimos trajes Mii el 5 de octubre de 2021, Sakurai daba por finalizado el desarrollo del juego.

## Desarrollo

### Producción
Super Smash Bros. Ultimate fue desarrollado por Bandai Namco y por Sora Ltd., los mismos estudios que habían trabajado en Super Smash Bros. para Nintendo 3DS y Wii U, bajo la dirección de Masahiro Sakurai. A diferencia de otras entregas de la serie, el equipo de desarrollo no se había formado desde cero; los planes para el título de Switch comenzaron en diciembre de 2015, cuando aún se estaba desarrollando el DLC para la versión de Wii U, por lo que se utilizó buena parte del mismo equipo. Desde el primer momento se trabajó con las características técnicas de la nueva consola.
De acuerdo con Sakurai, la producción de la versión de Super Smash Bros. para Nintendo Switch fue el último encargo que el presidente de Nintendo, Satoru Iwata, le había encomendado antes de fallecer en 2015. Ambos habían trabajado juntos en la serie desde el primer título, por lo que asumió esa labor como un homenaje a la memoria de Iwata. Una de sus primeras decisiones fue incluir a todos los personajes que habían aparecido alguna vez en la entrega, pero sabía que era un tema complejo por el desarrollo técnico, por el equilibrio del plantel y por el coste de los acuerdos de licencia. No obstante, el equipo logró solventar esos puntos y se esforzó en convencer al mayor número posible de terceras desarrolladoras para incluir nuevos rostros.
Entre los nuevos personajes incluidos destacó Ridley, el antagonista de Metroid y uno de los más demandados por los jugadores; en anteriores entregas había sido descartado por sus características, pero el equipo redujo su tamaño y lo rediseñó para que pudiera mantenerse en pie. Otras adaptaciones complicadas fueron los Inkling de Splatoon, debido a su interactuación con la tinta, y Steve de Minecraft, ya que el equipo se vio obligado a rediseñar todos los escenarios para que su mecánica de colocación de bloques pudiera funcionar. Todos los nombres del plantel base estaban previstos desde el principio salvo Incineroar, que no había sido creado aún; el equipo había reservado un hueco para Pokémon Sol y Luna y eligió a este personaje con un estilo basado en la lucha libre.
Ultimate se desarrolló desde cero con nuevas funciones y contenidos. El director de localizaciones, Nate Bihldorff, indicó que el juego había mejorado notablemente su iluminación y renderizado respecto a la versión de Wii U. Sakurai también quiso ajustar las habilidades de cada personaje a la velocidad de los combates, aunque tuvo en cuenta el sistema competitivo que ya se había asentado entre la comunidad de jugadores. En un primer momento se planteó dos jugabilidades distintas para el modo portátil y de sobremesa, pero cambió de idea cuando probó el sistema portátil y quedó convencido de sus prestaciones. Las mejoras técnicas en Switch permitieron aumentar la velocidad del juego.

### Lanzamiento

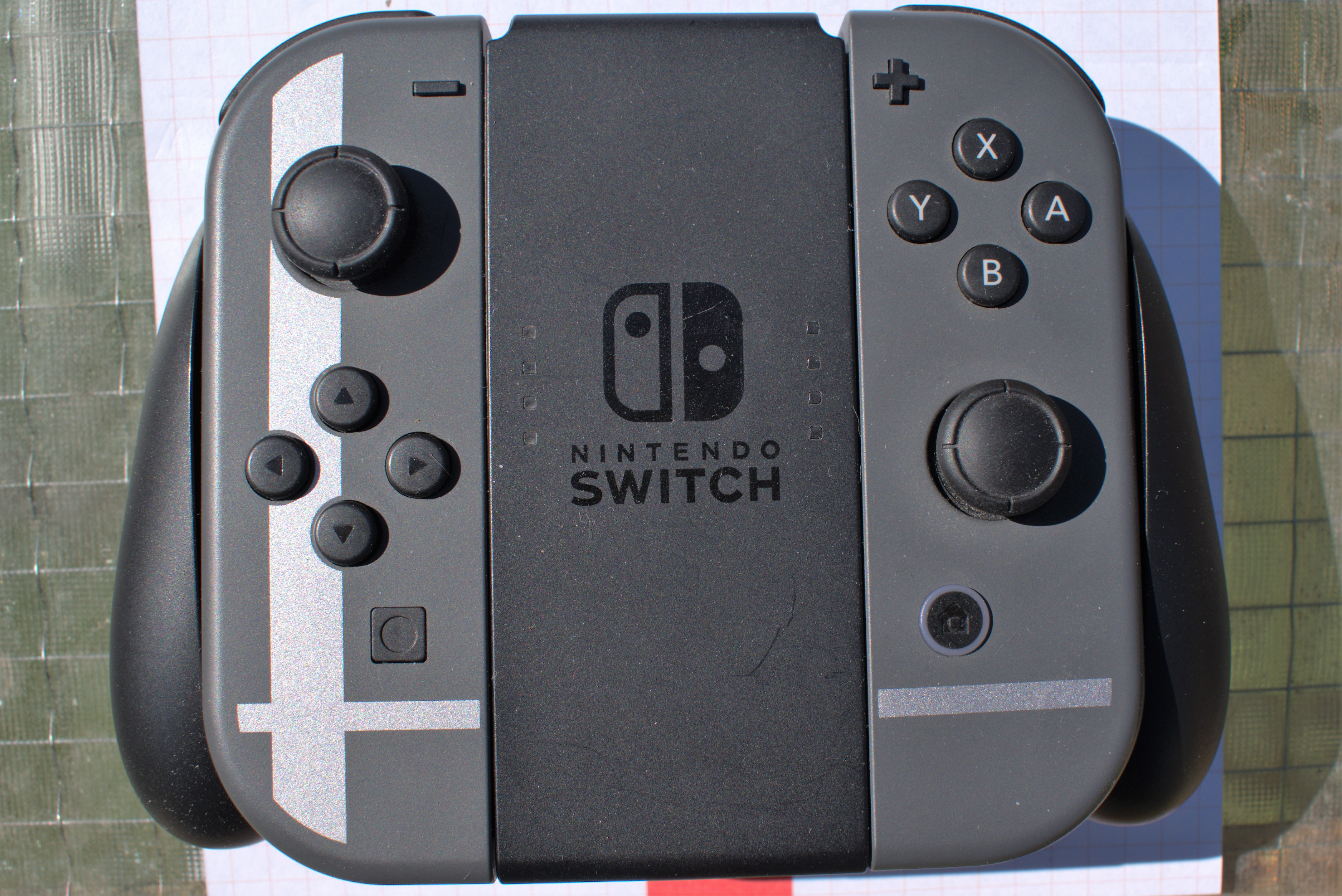
Detalle del Joy-Con personalizado con la imagen de Super Smash Bros.

Nintendo confirmó el desarrollo del videojuego el 8 de marzo de 2018, a través de un teaser incluido al final de un Nintendo Direct que anunciaba el lanzamiento a finales de año, bajo el título provisional Super Smash Bros. La presentación oficial tuvo lugar en el Electronic Entertainment Expo (E3) de junio, con un video que desvelaba el título definitivo de Ultimate, la fecha de salida prevista y el plantel base, incluyendo los nuevos personajes y el regreso de todos aquellos que se habían quedado fuera en anteriores entregas, bajo el eslogan Everyone is here! (en español, «Todos están aquí»). Además se publicaron demos a disposición del público en el E3 y en la Comic-Con de San Diego. Los siguientes Nintendo Direct, emitidos el 8 de agosto y el 1 de noviembre respectivamente, estaban dedicados en exclusiva a comentar detalles del juego.
El lanzamiento de Ultimate tuvo lugar el 7 de diciembre de 2018 a nivel mundial. Nintendo puso a la venta para la ocasión una edición especial de Switch con consola y mando personalizados. Dos semanas antes de la fecha prevista se había filtrado una versión pirata del juego a la que tuvieron acceso algunos usuarios, por lo que Nintendo hizo varias reclamaciones por derechos de autor a YouTube para que borrasen videos que desvelaban contenido previo al estreno oficial.

### Música
Al igual que en anteriores entregas de Super Smash Bros, los productores recurrieron a música de videojuegos perteneciente a las franquicias que aportaban combatientes. También se recuperaron temas originales que pertenecían a las anteriores entregas. La principal novedad es que las canciones están ligadas a las series en lugar de a los escenarios, por lo que el jugador puede crear listas de reproducción personalizadas y poner la canción que prefiera antes de una pelea. Los luchadores de contenido descargable —e incluso algunos trajes Mii— aportan su propia biblioteca sonora.
El juego cuenta con 850 canciones, que aumentan a 1122 temas si se incluye el contenido descargable, lo que convierte a Super Smash Bros. Ultimate en el título con mayor catálogo musical de la saga hasta la fecha. En muchos casos se usaron las canciones originales, pero en otros se recurrió al equipo de compositores para que escucharan una selección de temas —en su mayoría de Nintendo— e hiciesen arreglos o remezclas de sus piezas favoritas. Sakurai había contactado con los arreglistas un año antes del lanzamiento para saber qué temas les gustaban más, algo que también se tuvo en cuenta al crear la música original. El tema principal de Ultimate se titula «Lifelight», fue compuesto por Hideki Sakamoto y es la base de la banda sonora original.

## Recepción

### Comercial
Con casi 25 millones de copias vendidas en formato físico y digital en junio de 2021, Super Smash Bros. Ultimate es el tercer juego más vendido en la historia de Nintendo Switch, tan solo superado por Mario Kart 8 Deluxe y Animal Crossing: New Horizons. El éxito comercial de la videoconsola ha propiciado también que sea el título más vendido en la serie Super Smash Bros.
En el momento del lanzamiento, Ultimate superó el récord de ventas en Japón para un título de Nintendo Switch: en los primeros días ya se habían registrado más de 1,2 millones de copias, y a finales de 2019 desbancó a Splatoon 2 como el juego más vendido en ese país. En Estados Unidos se superaron los 3 millones de copias en la primera semana de lanzamiento. A finales del ejercicio fiscal de 2019, Ultimate había rebasado las 15 millones de copias a nivel mundial y se confirmaba como el videojuego de lucha más vendido de todos los tiempos, superando la marca que hasta entonces ostentaba Street Fighter II: The World Warrior.

### Crítica
El juego ha tenido muy buena acogida entre la prensa especializada, llegando a ser catalogado por varios medios como uno de los mejores títulos en la historia de Nintendo Switch y un «homenaje definitivo» a la historia de los videojuegos. El agregador de reseñas Metacritic le ha otorgado un valoración media de 93 sobre 100.
En términos generales, las reseñas coinciden en valorar el trabajo del equipo de Sakurai por dotar de coherencia a la presencia de luchadores de otras franquicias en un universo común, a través de un diseño bien adaptado, características equilibradas y personalidad propia. El diario The Guardian puso en valor la jugabilidad adaptada a cualquier perfil de usuario, sin importar su experiencia previa, y el ritmo de los combates en un entorno aparentemente caótico. La revista Hobby Consolas destacó la amplia variedad de modos de juego y contenido disponible, así como una mejora visual; si bien a primera vista no aprecian un gran salto gráfico respecto a la cuarta entrega, sí termina destacando una mejoría en escenarios y fluidez gracias a la mayor potencia de Nintendo Switch. El aspecto más criticado ha sido el modo en línea, debido a problemas con el sistema de emparejamiento (matchmaking), que no permite discriminar por nivel ni conexión, y al retardo en algunos combates.

### Premios
En los resúmenes de los mejores videojuegos de 2018, Ultimate tuvo una presencia destacada en la mayoría de los ránquines: ocupó la octava posición en la lista de Edge, la duodécima en la de Polygon, y también fue incluido en las listas de IGN y Eurogamer.
El juego fue galardonado en los Game Awards 2019 con el título de «mejor juego de lucha» y estuvo nominado en las categorías de «juego del año» y «mejor juego familiar». Ese mismo año obtuvo cinco premios en los Japan Game Awards, entre ellos el de «juego del año» y el premio especial otorgado por el Ministerio de Economía e Industria de Japón.

## Deportes electrónicos
Super Smash Bros. Ultimate tiene una de las mayores comunidades de jugadores en línea en Nintendo Switch, así que se han desarrollado campeonatos oficiales a distintos niveles. Nintendo apoya la organización de estos eventos pero no suele aportar dinero porque no considera que sea prioritario a la hora de jugar, así que los premios dependen de cada organizador. Ultimate cuenta con una categoría propia en el Evolution Championship Series (EVO), el mayor torneo mundial de videojuegos de lucha.
El primer torneo con categoría de Ultimate fue el EVO 2019, en el que participaron 3534 jugadores de nivel competitivo y que contó con una audiencia de 279.000 espectadores en Twitch durante la fase final. Del 8 al 10 de mayo de 2020, en pleno confinamiento por la pandemia de Covid-19, varios jugadores profesionales y el futbolista Le'Veon Bell organizaron un torneo en línea (The Box) con un premio de 10.000 dólares para el vencedor. Se inscribieron más de ocho mil jugadores, por lo que se convirtió en el evento con más participación de Smash Bros. hasta la fecha.